# Catherine Correia
Catherine Correia (sinh ngày 28 tháng 1 năm 1975), là một nữ Diễn viên truyền hình người Venezuela. Cô đã làm việc như một nữ Diễn viên của telenolvela cho Đài phát thanh Caracas Televisión. Cô nổi tiếng với Carita pintada, Viva la Pepa và La cuaima. Cô bắt đầu sự nghiệp diễn xuất vào năm 1995 và kết thúc vào năm 2003.

## Đóng phim
| Năm  | Tựa đề                    | Vai trò                      | Ghi chú   |
| ---- | ------------------------- | ---------------------------- | --------- |
| 1995 | El desafío                | Teresita                     |           |
| 1995 | Entrega total             | Agatha                       |           |
| 1997 | Llovizna                  | Salvaje Callao               |           |
| 1998 | Cambio de piel            | Ana Virginia Arismendi       |           |
| 1998 | Aunque tôi cueste la vida | Julia Larrazábal             |           |
| 1999 | Carita pintada            | Cực quang                    | Vai chính |
| 2001 | Viva la Pepa              | Âm lịch Pepita               | Vai chính |
| 2003 | La cuaima                 | Carmen "Carmencita" Meléndez | Vai chính |